# Colosseum Live
Colosseum Live – koncertowy album grupy Colosseum nagrany w marcu 1971 r. i wydany we wrześniu tego samego roku.

## Historia i charakter albumu
Album został nagrany podczas dwóch marcowych koncertów na Manchester University i w Big Apple w Brighton. Jest znakomitym przykładem koncertu grupy, jej umiejętności improwizatorskich i klasy samych muzyków. Po krótkiej przerwie, grupa wystąpiła 27 czerwca 1971 na National Jazz And Blues Festival w Reading w Wielkiej Brytanii. W lipcu grupa wystąpiła na Bilzen Festival w Bilzen, Belgia. Po kilku następnych koncertach 2 września 1971 zespół wziął udział w sesji nagraniowej dla BBC Studio 1 w Kensington House. 10 września koncertował klubie Ahoy' Ahoy' w Rotterdamie w Holandii. 9 listopada 1971 zespół wystąpił w Syria Mosque w Pittsburghu – był to prawdopodobnie ostatni koncert Colosseum.

## Muzycy
Sekstet
- Chris Farlowe – wokal
- Clem Clempson – gitara, wokal
- Dave Greenslade – organy, pianino, wibrafon, wokal
- Dick Heckstall-Smith – saksofon sopranowy i saksofon tenorowy
- Mark Clarke – gitara basowa
- Jon Hiseman – perkusja

## Spis utworów
| 1. | Rope Ladder to the Moon (Jack Bruce/Pete Brown)                   | 9:43    |
|    |                                                                   |         |
| 2. | Walking in the Park (Graham Bond)                                 | 8:21    |
|    |                                                                   |         |
| 3. | Skelington (Dave Clempson/Jon Hiseman)                            | 14:52   |
|    |                                                                   |         |
| 4. | I Can’t Live Without You (James Litherland)                       | 7:28    |
|    |                                                                   |         |
| 5. | Tanglewood '63 (Mike Gibbs)                                       | 10:12   |
|    |                                                                   |         |
| 6. | Encore...Stormy Monday (T-Bone Walker)                            | 7:29    |
|    |                                                                   |         |
| 7. | Lost Angeles (Dave Greenslade/Dick Heckstall-Smith/Chris Farlowe) | 15:43   |
|    |                                                                   |         |
|    |                                                                   | 1:13:48 |
|    |                                                                   |         |

## Opis płyty
Oryginał
- Producent – Gerry Bron i Jon Hiseman & Colosseum
- Inżynier – Peter Gallen
- Nagrania – marzec 1971
- Miejsce – Manchester University i Big Apple w Brighton
- Wydanie – 17 września 1971
- Czas – 73 min. 48 sek.
- Firma nagraniowa – Bronze (WB); Warner Bros. (USA)
- Numer katalogowy – ; 2XS 1945

Wznowienie
- Remastering – Peter Gallen
- Firma nagraniowa – Essential na licencji z Castle Communications Plc
- Rok wydania – 1998
- Numer katalogowy – ESMCD 641